# Список умерших в 946 году

## Январь
- 26 января — Эдит Английская, германская королева (936—946)[1].

## Май
- 1 мая — Марин II, Папа Римский (942—946).
- 17 мая — Мухаммад аль-Каим Биамриллах, второй халиф Фатимидского халифата, двенадцатый имам исмаилитов.
- 26 мая — Эдмунд I, король Англии (939—946)[2].

## Июнь
- 4 июня — Гвемар II, князь Салерно (900/901—946)[3].

## Июль
- 24 июля — Мухаммед ибн Тугдж аль-Ихшид (64), аббасидский военачальник, наместник и ихшид Египта, Хиджаза и части Леванта, включая Палестину.

## Август
- 18 августа — Иоанн Рыльский, святой Православной церкви, наиболее почитаемый святой покровитель болгарского народа[4].

## Дата смерти неизвестна или требует уточнения
- Ибн Синан, арабский математик[5].
- Мал, древлянский князь.
- Сули, тюркский ученый и придворный.
- Эд де Вермандуа, граф Вьенна (928—931) и Амьена в (941—944)[6].
- Яхья IV ибн Идрис, халиф государства Идрисидов (904—920).